# Hedagihalli, Turuvekere
Hedagihalli là một làng thuộc tehsil Turuvekere, huyện Tumkur, bang Karnataka, Ấn Độ.